# Cyberseks
Cyberseks kan bestaan uit seksueel getinte gesprekken (audio of ingetypt) of het (daarbij) verrichten van seksuele handelingen, al of niet zichtbaar voor de ander, via internet. Cyberseks is zonder enige vorm van direct fysiek aanraken of aangeraakt worden. Vormen zijn het versturen van expliciet erotisch materiaal, webcamseks en chatten met andere gebruikers in een daartoe voorziene chatroom en teledildonica. 

## Geschiedenis
In de jaren negentig en begin jaren nul werden chatrooms vaak gebruikt als medium (door cyberseksers) om met elkaar in contact te komen. Veel vrouwelijke  en minderjarige chatters hadden te maken met ongewenste seksuele chatberichten. MSN besloot daarom op 14 oktober 2003 haar chatrooms wereldwijd te sluiten. In juni 2005 kwam ook de chatdienst van het Nederlandse Jeugdjournaal in een negatief daglicht te staan omdat een aantal jongeren seksueel werd benaderd. Hoewel cyberseks nooit werd toegelaten op een gewone chat werd er toch massaal beslist strenger op te treden tegen dergelijke ongewenste feiten. Dit werd teweeggebracht door registratie in te voeren en moderatoren in te schakelen. Dit heeft een grote impact aangezien er daardoor in de meeste omstandigheden onmiddellijk kan worden ingegrepen. Bovendien gaat van hun aanwezigheid al een preventieve werking uit.
Als alternatief bestaan media voor volwassenen met wederzijdse toestemming om binnen de beperkingen van cyberseks alle seksuele lusten te bevredigen, zoals erotische webcamsites met camwerkers. Ook bestaan er zogenaamde '18-plus' of 'adult' chatrooms die duidelijk bedoeld zijn voor volwassenen die cyberseks willen.